# جیمز اینترسیسوس
سنت جیمز اینترسیسوس (به انگلیسی: Saint James Intercisus)، همچنین شناخته‌شده به عنوان سنت جیمز مثله شده (درگذشت ۴۲۱ میلادی) قدیس مسیحی ایرانی بود. شهرت او، اینترسیسوس (به انگلیسی: Intercisus)، از واژهٔ لاتین به معنای «قطعه کردن» نشات گرفته‌است، که به نحوهٔ شهادت او، مثله کردن آهسته اشاره دارد. سرانجام بعد از تحمل از دست دادن اعضای بدن، او را گردن‌زدند. روز تجلیل وی در تقویم قدیسین ۲۷ نوامبر می‌باشد.

## نگارخانه

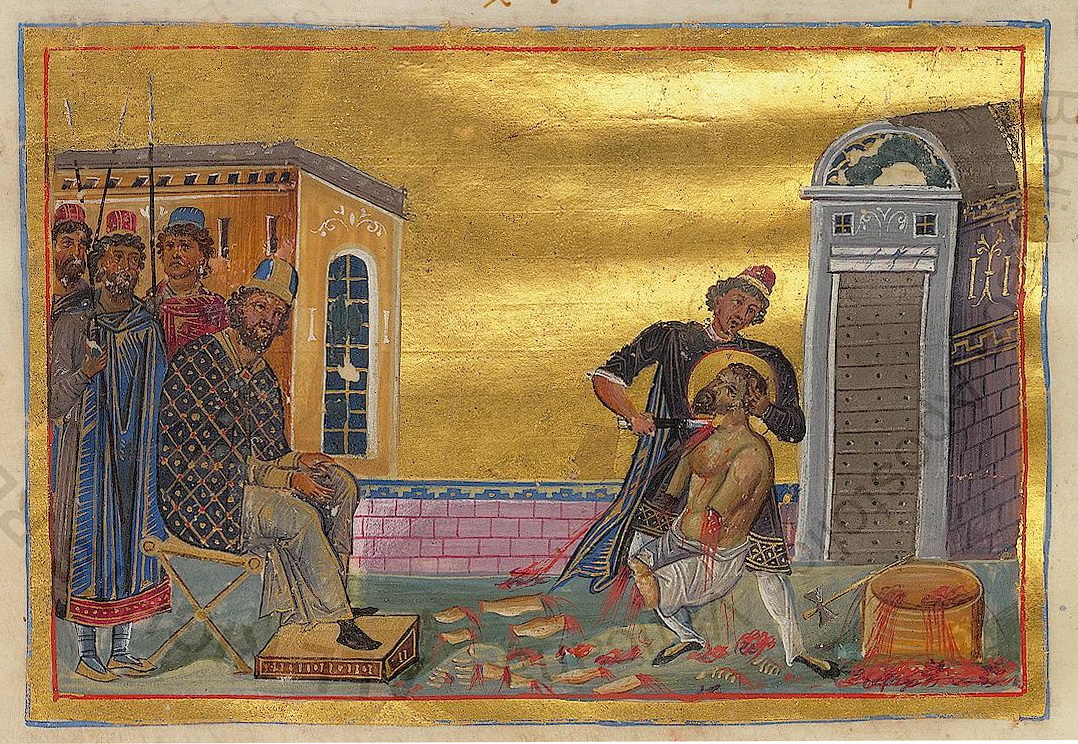